# Musée juif de Manchester

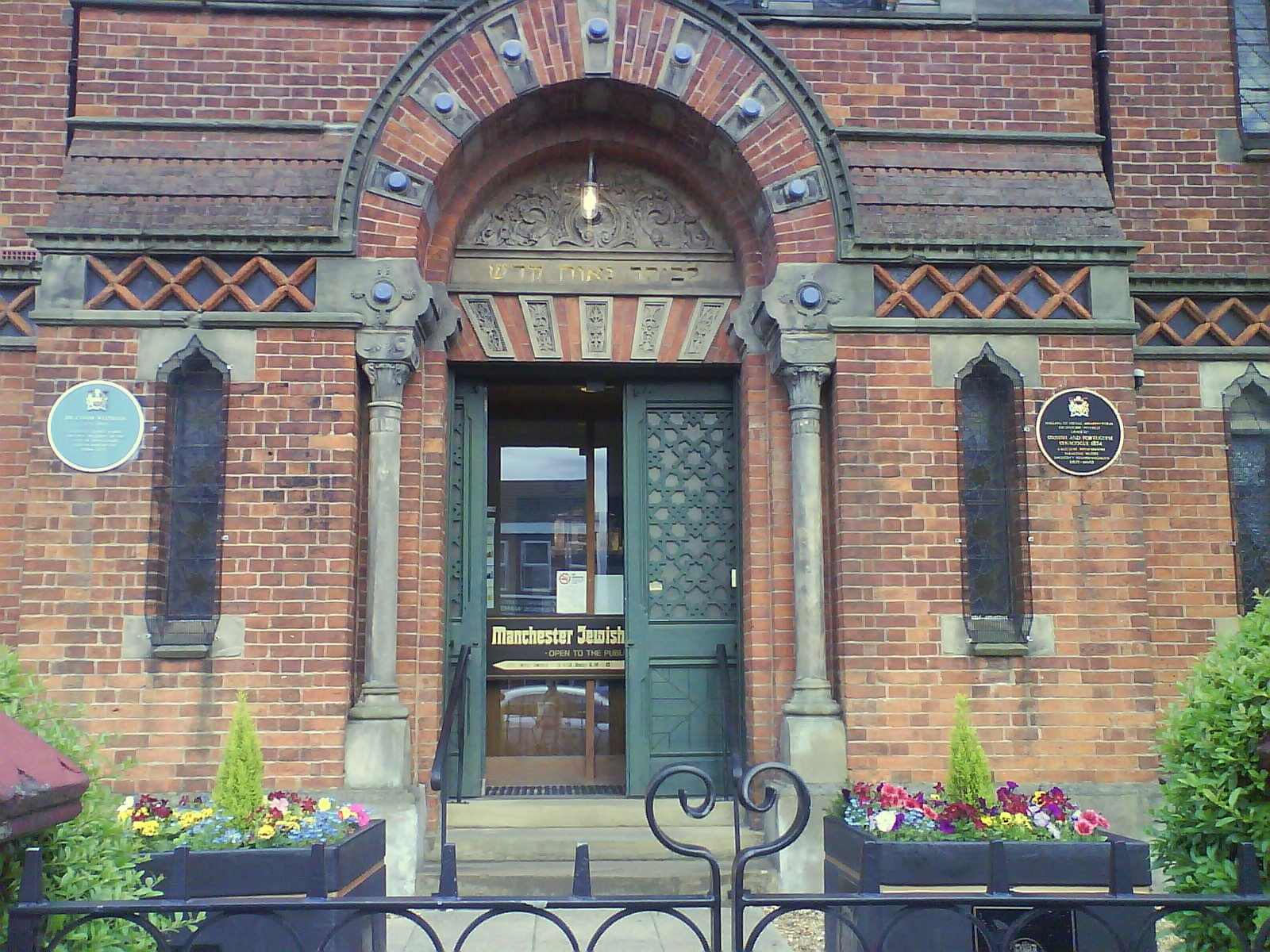
Entrée du Musée Juif de Manchester

Le Musée juif de Manchester est un musée situé au Royaume-Uni sur l'histoire et la culture des juifs de Manchester.
Le musée retrace l'histoire et la culture de la communauté juive de la ville. La communauté juive de Manchester étant la plus grande du pays en dehors de Londres.
Le musée est situé sur le lieu d'une ancienne synagogue dont les membres furent des juifs portugais. La synagogue fut construite en 1874 mais ne devint un musée qu'en 1984.
Le bâtiment, qui est classé au patrimoine, est construit dans le style néo-mauresque en souvenir des origines ibériques des fidèles. L'architecture présente ainsi des moucharabiehs et des décorations dans ce style.